# Tom Stremersch
Tom Stremersch (né le 29 mai 1974 à Saint-Nicolas,) est un coureur cycliste belge, actif durant les années 1990 et 2000.

## Biographie
En 1993, Tom Stremersch se classe notamment deuxième du championnat de Belgique du contre-la-montre, troisième du championnat de Belgique de poursuite et quinzième du championnats du monde sur route chez les juniors (moins de 19 ans). Il passe ensuite professionnel en 1996 au sein de l'équipe Vlaanderen 2002, après y avoir été stagiaire. Bon grimpeur, il finit troisième de la Flèche ardennaise et neuvième du Tour de l'Avenir en 1998. Il brille également sur plusieurs éditions du Circuito Montañés.
Lors de la saison 2001, il termine deuxième du Grand Prix de Wallonie et quinzième du Tour de Burgos. Ces bonnes performances lui permettent de rejoindre la formation Lotto-Adecco en 2002. Sous les couleurs de cette dernière, il obtient son meilleur résultat sur l'Uniqa Classic en prenant la quatrième place. Il ne participe toutefois à aucun grand tour.
En 2003, il change de nouveau de maillot en s'engageant avec la structure Landbouwkrediet-Colnago. Ses dirigeants l'alignent sur le Tour d'Italie, où il se met au service de son coéquipier Yaroslav Popovych. Il redescend par la suite chez les amateurs, où il continue la compétition jusqu'en 2009.

## Palmarès et résultats

### Palmarès par année
- 1992
  - Keizer der Juniores
- 1993
  - Champion de Flandre-Orientale du contre-la-montre juniors
  - Trophée des Flandres
  - 2e de Liège-La Gleize
  - 2e du championnat de Belgique du contre-la-montre juniors
  - 3e du championnat de Belgique de poursuite juniors
- 1995
  - 2e du championnat de Flandre-Orientale du contre-la-montre
  - 2e du Grand Prix du Haut-Escaut
  - 3e de Bruxelles-Opwijk
  - 3e du championnat de Flandre-Orientale sur route
- 1998
  - 3e du Grand Prix de la ville de Vilvorde
  - 3e de la Flèche ardennaise
- 1999
  - 3e de Bruxelles-Ingooigem
- 2001
  - 2e du Grand Prix de Wallonie
- 2004
  - 3e du Grand Prix Raf Jonckheere

### Résultats sur les grands tours

#### Tour d'Italie
2 participations
- 2003 : 69e